# Litologia
Litologia to:
1. zbiór cech i właściwości skał, obserwowany makroskopowo. Jest to ogólny charakter skały, na który wpływ mają skład mineralny (skład mineralogiczny), tekstura, struktura, wielkość i kształt ziarna, barwa. Tak rozumiana litologia jest czynnikiem oporu w systemach geomorfologicznych.
2. według niektórych źródeł, jest to też nauka zajmująca się wszelkimi zagadnieniami związanymi ze skałami osadowymi[1]